# Iacov Copanschi
Iacov Copanschi (în rusă Яков Копанский; n. 23 martie 1930, Căușeni, România – d. 18 iulie 2006, Chișinău, Republica Moldova) a fost un evreu basarabean, istoric și profesor sovietic și moldovean, doctor în științe istorice. Pe parcursul activității științifice a publicat peste 275 de lucrări științifice, inclusiv 13 monografii și culegeri despre istoria modernă a Moldovei și a iudaicii.

## Biografie
S-a născut în târgul Căușeni din județul Tighina, Basarabia (România interbelică), în familia lui Moișe Copanschi, funcționar al unui magazin de fabricație, și a soției sale Haika. A studiat la heder, apoi la școala românească. La începutul celui de-Al Doilea Război Mondial, a fost evacuat împreună cu mama sa în regiunea Rostov, de acolo în regiunea Stalingradului și, în cele din urmă, în Bașchiria. După război, familia s-a întors la Căușeni, apoi s-a mutat la Bender (Tighina), unde a absolvit școala secundară.
În 1954, a absolvit Facultatea de Istorie a Universității de Stat din Chișinău și s-a alăturat Academiei de Științe a RSSM. În anii 1956-1991 a fost cercetător principal și șef de departament la Institutul de Istorie, a participat la compilarea volumului „Istoria României” în două volume (Moscova: Nauka, 1971). În 1979-1989, a predat la Institutul Pedagogic de Stat din Chișinău. 
Din 1992, a fost cercetător-șef și ulterior șef al Departamentului de Istorie și Cultură a Evreilor din Moldova la Institutul de Studii Interetnice al Academiei de Științe din Moldova. A publicat o serie de lucrări despre istoria evreilor din Basarabia, în special materialele de arhivă pe care le-a descoperit despre pogromurile de la Chișinău din 1903 și 1905. Din 1997 a fost președintele consiliului public al organizației caritabile evreiești Hesed Yehuda din Moldova. A fost distins cu Ordinul Gloria Muncii (2005).

## Monografii
- Октябрьские листовки революционного подполья Бессарабии („Pliantele din octombrie ale subteranului revoluționar din Basarabia”). Colectare de documente (1920—1935). Chișinău: Editura de stat, 1957.
- Под красным знаменем революции. Страницы истории борьбы трудящихся Бессарабии за воссоединение с Советской Родиной („Sub steagul roșu al revoluției. Pagini ale istoriei luptei muncitorilor din Basarabia pentru reunificare cu Patria-Mamă sovietică”). Institutul de istorie a AȘ a RSSM. Chișinău: Cartea moldovenească, 1965.
- Двадцать два года героической борьбы. Из истории революционно-освободительного движения в Бессарабии в 1918—1940 гг („Douăzeci și doi de ani de luptă eroică. Din istoria mișcării revoluționare de eliberare din Basarabia din 1918-1940”). Chișinău: Editura partidului, 1966.
- Жизнь как факел („Viața este ca o torță”). Haia Lifșiț. Chișinău, 1967.
- Листая летопись дружбы. Исторические связи народов Молдавии и Болгарии („Răsfoind cronica prieteniei. Legături istorice între popoarele Moldovei și Bulgariei”). Chișinău: Cartea moldovenească, 1970.
- Наш друг Габриель Пери. Выступления Г. Пери в поддержку борьбы трудящихся Бессарабии за воссоединение с Советской Родиной („Prietena noastră Gabrielle Perry. Discursuri de G. Peri în sprijinul luptei muncitorilor din Basarabia pentru reunificare cu Patria-Mamă sovietică”). Chișinău: Cartea moldovenească, 1971.
- Советско-румынские отношения, 1929—1934 гг. От подписания Московского протокола до установления дипломатических отношений („Relațiile sovieto-române, 1929-1934. De la semnarea Protocolului de la Moscova până la stabilirea relațiilor diplomatice”). Moscova: Nauka, 1971.
- Интернациональная солидарность с борьбой трудящихся за воссоединение с Советской Родиной (1918—1940) („Solidaritatea internațională cu lupta oamenilor muncii pentru reunificare cu Patria-Mamă sovietică”). Institutul de istorie a AȘ a RSSM. Chișinău: Știința, 1975.
- Общество бессарабцев в СССР и союзы бессарабских эмигрантов (1924—1940) („Societatea basarabenilor din URSS și uniunile emigranților basarabeni”). Institutul de istorie a AȘ a RSSM. Chișinău: Știința, 1978.
- Деятельность комитетов рабоче-крестьянского блока в Бессарабии (1925—1933) („Activitățile comitetelor blocului muncitoresc și țărănesc din Basarabia în 1925-1933”). Chișinău: Știința, 1984.
- Дипломация советикэ ын лупта пентру солуционаря екитабилэ а проблемей басарабене (1918—1940) („Diplomația sovietică în lupta pentru soluționarea echitabilă a problemelor basarabene”). Chișinău: Cartea moldovenească, 1985.
- Джойнт в Бессарабии: страницы истории („Joint în Basarabia: pagini de istorie”). Chișinău: Liga, 1994.
- Благотворительные организации евреев Бессарабии в межвоенный период 1918—1940 гг („Organizații caritabile ale evreilor din Basarabia în perioada interbelică 1918-1940.”). Academia de Științe a Republicii Moldova, Institutul de Studii Interetnice. Departamentul de Istorie și Cultură Evreiască. Chișinău: Pontos, 2002.[6]
- Еврейское национальное движение в Бессарабии в межвоенный период (1918—1940 гг.) („Mișcarea națională evreiască în Basarabia în perioada interbelică (1918-1940)”). Institutul Patrimoniului Cultural și Școala Antropologică Superioară a Academiei de Științe din Republica Moldova. Chișinău: Stratum, 2008.
- Portrete istorice („portrete istorice ale unor personalități marcante ale mișcării evreiești din Basarabia și Moldova din secolul XX”). Chișinău—Тel Aviv: Beit Nelly Media, 2010.